# James Gralton
James Gralton, né le 17 avril 1886 à Effernagh (Irlande) et mort le 29 décembre 1945 à Manhattan (États-Unis), est un militant communiste et syndicaliste irlando-américain. Il demeure le seul Irlandais expulsé de son pays depuis l’indépendance. Ses activités sociales et politiques en Irlande en 1932-1933 inspirent à Ken Loach, en 2014, le film Jimmy's Hall.

## Biographie
Il naît à Effernagh, en Gowel, à quelques miles de Carrick-on-Shannon, dans le comté de Leitrim. Il est l’un des sept enfants de Michael Gralton et d’Alice, née Campbell. Michael, qui cultive 10 hectares de terre, est un vieux fénien et un membre important du mouvement coopératif. Alice est employée d’une petite bibliothèque ambulante. James quitte l’école à 14 ans pour travailler dans une épicerie.
Puis il part à Dublin, où il est barman. Il s’engage dans le Royal Irish Regiment (en) de l’Armée britannique. Il refuse de servir en Inde, pour protester contre la politique britannique en Irlande. Il fait un an de prison, puis déserte. Il travaille alors sur les quais de Liverpool et dans les houillères galloises. Il embarque comme chauffeur sur un « bat-la-houle ». En 1907, il revient brièvement à Effernagh, puis il émigre.

### Premier séjour à New York
Il se fixe à New York, où il exerce différents métiers. En 1909, il s’engage quelque temps dans l’US Navy, ce qui lui confère la nationalité américaine. Il est ensuite chauffeur de taxi et de nouveau barman.
C’est un homme carré, sachant s’exprimer correctement, engagé politiquement. Le conservatisme social du mouvement fénien le déçoit. Il adhère alors au Parti communiste des États-Unis d'Amérique. Après les Pâques sanglantes (1916) et après avoir lu James Connolly, il fonde à New York le James Connolly Club. Il lève des fonds pour l'IRA, qui mène depuis 1919 une guerre d’indépendance contre l’armée britannique.

### Séjour irlandais de 1921-1923
Le 2 juin 1921, il revient dans son pays natal. Le 11 juillet, un cessez-le-feu met fin aux hostilités. Durant le conflit, le régiment des Black and Tans a brûlé la maison de tempérance de la paroisse. Gralton, avec l’aide de volontaires, construit sur les terres de ses parents un nouvel établissement qu'il appelle le Pearse-Connolly Hall. Le 6 décembre, la signature du traité anglo-irlandais donne naissance à l'État libre d'Irlande, mais divise les indépendantistes.
Le Pearse-Connolly Hall ouvre le 31 décembre. Il sert d’école aux jeunes déscolarisés, où ont lieu des cours d’irlandais, d’anglais, de musique, de danse, d’instruction civique, d’agriculture. Il sert aussi de lieu de rencontres communautaires. Son fonctionnement est confié à un comité composé de républicains, d'agriculteurs et de syndicalistes. Il voit par ailleurs siéger les tribunaux du Sinn Féin : un Gowel land committee règle là les nombreux différends concernant l’attribution des terres. Toutes ces initiatives provoquent la fureur de l’Église catholique. Gralton est régulièrement dénoncé en chaire et dans des lettres. Il y est décrit comme un socialiste extrêmement dangereux et un « antéchrist ».
Les activités de Gralton irritent aussi l'INA, la nouvelle armée nationale irlandaise. Le 24 mai 1922, après l’implication de Gralton dans une vigoureuse réattribution de terre, l’INA opère une descente dans la salle pour tenter de l’arrêter. En juin, éclate la guerre civile, qui oppose l’INA à la nouvelle IRA.

### Deuxième séjour à New York
En 1923, Gralton retourne à New York. En 1927, il adhère au Leitrim Republican Club of New York.

### Séjour irlandais de 1932-1933

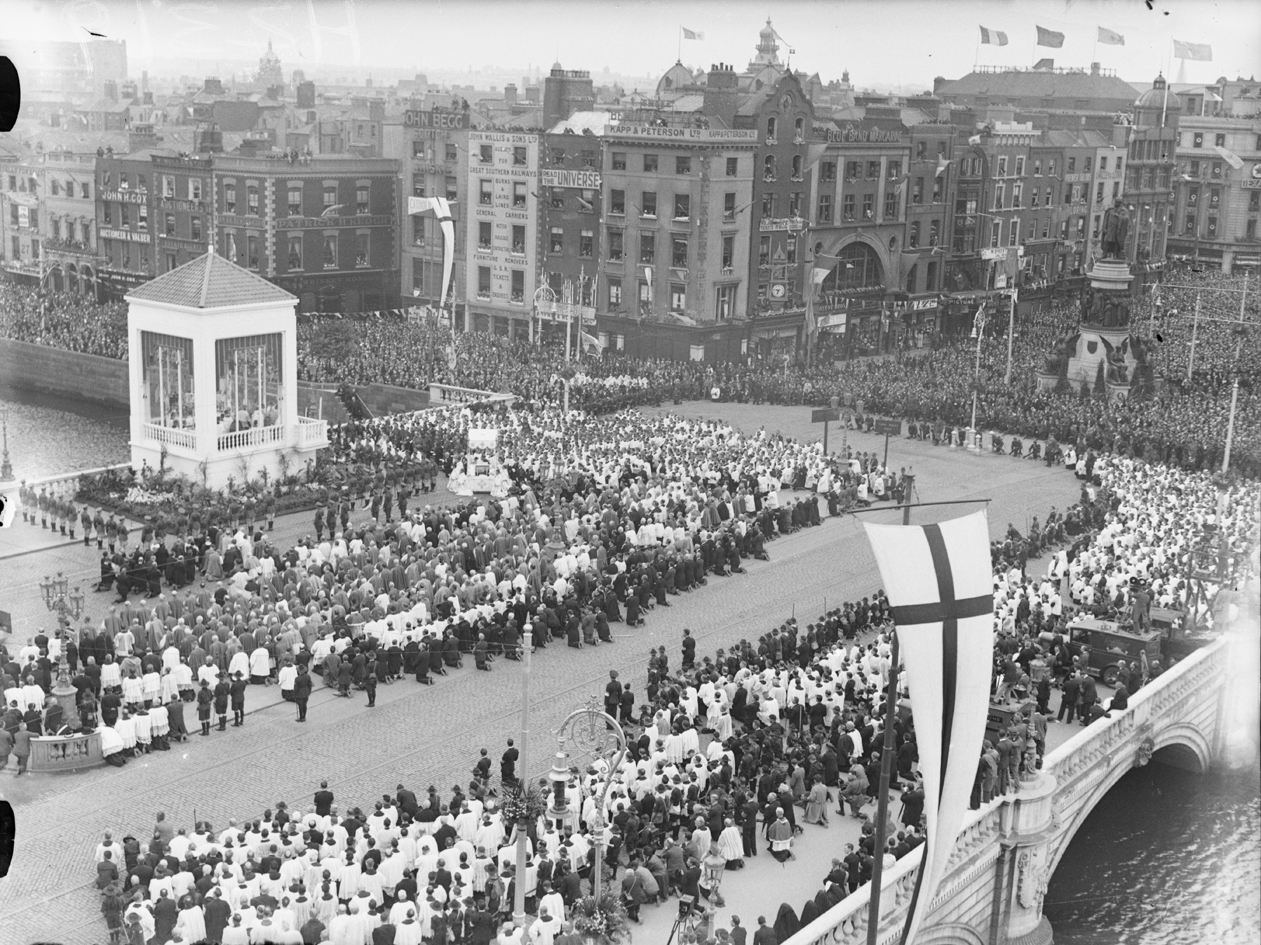
Congrès eucharistique de Dublin, juin 1932.

En février 1932, l’arrivée au pouvoir du Fianna Fáil d'Éamon de Valera fait naître, chez Gralton comme chez beaucoup d’Irlandais, l’espoir d’une politique plus sociale. En mars, James Gralton revient à Effernagh, en partie pour des raisons familiales : son frère Charles, qui exploitait la ferme, vient de mourir, et ses parents sont en mauvaise santé. Il rouvre le Pearse-Connolly Hall, fermé depuis plusieurs années. L’endroit redevient un foyer d'enseignement et de loisirs, mais aussi de réunions politiques permettant d’aborder les questions de chômage et de droits des travailleurs et des métayers. En mai, Gralton adhère au Fianna Fáil. Il presse le parti de créer des emplois dans les zones rurales. Ses exigences sociales ne tardent pas à le faire exclure.
Cependant, le curé de Gowel s’en prend violemment à Gralton, à ses activités sociales, à son adhésion au communisme. Il dénonce la salle comme étant un « antre de prostitution » et « d'iniquité ». Une chasse aux sorcières à la fois prude et anticommuniste s'organise, exacerbée par le déroulement en juin 1932, à Dublin, d’un congrès eucharistique. En août, Gralton intervient au côté de l’IRA du comté de Roscommon pour réintégrer une famille de Keadue chassée de chez elle. Il adhère au Revolutionary Worker's Group (qui deviendra l'année suivante le CPI, le Parti communiste d'Irlande). Le radicalisme de Gralton et son incessant combat d’éveil politique et social mettent à bout les conservateurs. Dans la nuit du 27 novembre, tandis que 60 personnes dansent dans la salle, une dizaine de coups de feu sont tirés dans sa direction. Plus tard, on essaie de la faire sauter. La rumeur attribue ces attentats à l'IRA locale qui est résolument réactionnaire. Le 24 décembre, la salle est anéantie par un incendie criminel.
Lors des élections législatives de janvier 1933, le clergé soutient ouvertement le candidat local du Fianna Fáil, l’aidant à obtenir un siège au Dáil Éireann. Le 3 février, sous la pression de l'Église catholique, le gouvernement de Valera ordonne que James Gralton soit expulsé en tant qu'« étranger indésirable ». Gralton réussit à fuir. Le Revolutionary Workers' Group lance une campagne en sa faveur. Des comités de soutien se forment. Le Fianna Fáil local condamne Gralton pour « propagation d’idées anglaises ». L’IRA du Leitrim est opposée à son expulsion, mais défend sa cause avec tiédeur. Le 10 août 1933, Gralton est capturé à Gorvagh (en). Il est transféré le lendemain à la prison de Cork et le surlendemain à Cobh où on l’embarque sur un vapeur en partance pour les États-Unis. Il reste le seul Irlandais expulsé de son pays depuis l’indépendance.

### Retour définitif aux États-Unis
En octobre 1933, il se présente, sans succès, comme candidat communiste à l’élection du 13e district de Manhattan. Il devient responsable syndical et membre de l'Irish Workers' Club. Il fait réimprimer les brochures de James Connolly. Durant la Guerre civile espagnole, il lève des fonds pour les Brigades internationales. Il reste un membre actif du Parti communiste américain. Peu avant sa mort, il épouse Bessie Cronogue, une Irlandaise de Drumsna (en), dans le comté de Leitrim. Il meurt à Manhattan (New York) le 29 décembre 1945, d’un cancer de l’estomac.

## Documentaire radiophonique
- (en) Pat Feely, The Gralton affair, RTÉ Radio 1, Ireland, 1986.

## Films
- (en) Michael Carolan, Deported: The Gralton Story, Alsace Productions, 1996. Documentaire.
- Le séjour que James Gralton effectue en Irlande en 1932-1933 inspire à Ken Loach, en 2014, la fiction Jimmy's Hall.